# Наступление в Алеппо (ноябрь — декабрь 2016)
Наступление в Алеппо в ноябре-декабре 2016 года (кодовое название «Заря победы», араб. عملية فجر النصر‎) — военная операция, осуществляемая сирийскими правительственными войсками против террористических группировок в различных районах и пригородах Алеппо с целью окончательного освобождения города после успешно проведённого наступления сентября — октября 2016 года. Является самой важной частью боёв за Алеппо. Наступление началось сразу после окончания действия моратория на боевые действия российских ВКС, которые в ходе операции осуществили ряд авиаударов и огневых поражений крылатыми ракетами по позициям боевиков в северо-западной части Сирии.

## Участие ВМФ России
15 ноября 2016 года российский сторожевой «фрегат Адмирал Григорович», находящийся на вооружении Черноморского флота Российской Федерации, осуществил запуск крылатых ракет «Калибр» по позициям террористических группировок ИГИЛ и «Джебхат ан-Нусра» из восточной части Средиземного моря. Пуск был совершён преимущественно по террористическим группам, контролировавшим стратегически значимые пункты в мухафазе Идлиб, а также по целям ИГИЛ в мухафазе Хомс. Также, по сообщению российских и сирийских СМИ, были поражены крупные объекты инфраструктуры террористических групп в пригородах Алеппо. С авианесущего крейсера «Адмирал Кузнецов» впервые в истории ВМФ России был осуществлён взлёт российских палубных истребителей Су-33, которые провели серию точных и успешных авиаударов по позициям боевиков в северо-западной и западной части Сирии. В ходе нанесения ударов по наземным целям были применены противокорабельные ракеты «Оникс» берегового комплекса «Бастион» с учётом разведданных. В тот же день сухопутный контингент Сирийской арабской армии провёл последние приготовления для осуществления масштабной наступательной операции против террористических групп, всё ещё контролирующих большую часть Алеппо и использующих местное мирное население в качестве живого щита.

## Объявление начала операции
Операция «Заря победы» была объявлена официальным «Дамаском вскоре после нанесения ВМФ России ударов по террористам с моря. Уже 16 ноября сирийская армия предприняла штурм жилых районов Рашидин и Аль-Акраб на юго-западе Алеппо при поддержке ВКС РФ. Позиции боевиков из исламистской коалиции Джейш аль-Фатх» были атакованы частями сирийской армии и боевиками движения «Хезболла» в кварталах Аль-Акраб, расположенных через дорогу от Дахия аль-Асад. Аль-Акраб был взят передовыми подразделениями САА примерно к 14:00 по местному времени, после чего силы правительственных войск при массированной поддержке артиллерии и авиации предприняли наступление в районах Рашидин-4 и Рашидин-5. Однако к 19:00 боевики так называемой «Армии завоевания» бросили в контратаку наиболее боеспособные соединения и смогли отвоевать некоторую часть кварталов Аль-Акраба, вынудив правительственные подразделения отступить.
В южной части Алеппо формированиям правительственного контингента удалось взять под свой контроль стратегически значимые ангары школы Хикма. Также САА закрепилась на окраинах района Рашидин-5. Во время наступательной операции силы спецназначения САА установили контроль над несколькими улицами.
Российская авиация нанесла удары по позициям боевиков исламистской коалиции в районах Хрейтан, Анадан и Кафр-Хамра, после чего сирийские правительственные войска нанесли по террористическим группам несколько ракетно-артиллерийских ударов, однако бои в этом секторе Алеппо велись с переменным успехом.

## Бои 19 ноября. Борьба за Бустан аль-Баша
19 ноября ВВС Сирийской Арабской Республики предприняли атаку исламистских бригад в районах Кафр-Хамра, Хрейтан и Хан аль-Асаль. В западных пригородах Алеппо в восточном секторе района Рашидин продолжались ожесточённые боестолкновения между сирийскими правительственными войсками и формированиями «Армии завоевания». В районе Хан Туман российские ВКС произвели точечную работу по позициям боевиков; также авиаудары ВКС РФ были нанесены по местам расположения боевых отрядов террористов вдоль шоссе Алеппо-Дамаск. Впрочем, сирийские правительственные подразделения смогли продвинуться в северо-восточной части Алеппо, практически взяв под свой контроль центральный и северный районы пригорода Бустан аль-Баша. Таким образом, примерно 75 % территории Бустан-аль-Баша оказалось под контролем сил САА. К вечеру этого дня правительственный спецназ взял под контроль холм Зухор в восточной части города, с которого САА получила обзор позиций боевиков, размещённых в восточной части Алеппо, в частности, в районе Ханано. Далее подразделения САА продвинулись к юго-западу от холма и отвоевали несколько фабрик в пригороде Шейх Наджар.

## Бои 20 и 21 ноября
20 ноября поступила информация о том, что террористы исламистской коалиции обстреляли жилой квартал Мокамбо в Алеппо из РСЗО «Град».
20 ноября вооружённые бандформирования в качестве мишени для ракетного обстрела выбрали начальную школу в квартале Аль-Фуркан на западе Алеппо, что привело к человеческим жертвам, так как ракета, выпущенная из квартала Бустан аль-Каср, попала в учебное помещение.
В тот же день отряды Республиканской гвардии совместно с группами палестинского сопротивления «Бригады аль-Кудс» начали наступление в блокированных районах восточной части Алеппо. Штурму подверглись позиции боевиков в районах Бустан аль-Баша, Баибдин, Ханана. В ходе наступления подразделения САА и ополченцы «Бригад аль-Кудс» достигли периметра района Инзият. Бойцы 102-й бригады Республиканской гвардии 20 и 21 ноября атаковали позиции исламистского бандформирования «Харакат Нуреддин аз-Зинки», которое контролирует район Бустан аль-Баша.
Вечером 20 ноября террористы из Джебхат ан-Нусра объявили о начале мощного контрнаступления против правительственных войск в квартале Джабаль-Бардо, но попытка отвоевать утраченные позиции не увенчалась успехом.
21 ноября были зафиксированы столкновения между силами САА и подразделениями так называемой «Сирийской свободной армии». В частности, вооружённые подразделения Сирийской свободной армии подвергли обстрелу район Салахеддин в восточной части Алеппо. В это время боевики ССА предприняли обстрел правительственных войск в районе Ханано (тоже на востоке Алеппо). Сражения также продолжились в районе Джабаль-Бардо.
Во второй половине дня подразделения САА смогли существенно продвинуться при наступлении к Ханано. Также силы сирийской армии успешно отбили контратаку боевиков-исламистов в окрестностях холма Зухор и фабричных зданий в районе Шейх Наджар, которые несколькими днями ранее были отвоёваны правительственными войсками. В конце дня подразделения САА с боями прорвались в Ханано, сумев освободить несколько жилых блоков, а также установив контроль над исламским кладбищем, добившись стратегического перевеса на северо-востоке Алеппо. В это же время правительственные силы развивали наступление в районе Шейх Саид, противостоя на этом участке силам исламистской террористической коалиции.

## 22-26 ноября. Бои за Ханано
К 22 ноября сирийские правительственные войска установили контроль примерно над третью территории района Ханано. По мнению Сирийского наблюдательного пункта по правам человека и других экспертов, в случае, если сирийская армия сможет занять весь Ханано, она установит контроль над стратегически значимым участком транспортной артерии и отрежет северную часть Алеппо от остальных районов и пригородов, которые находятся под контролем группировок боевиков из исламистской коалиции, что заблокирует поставки продовольствия и обмундирования террористам.
25 ноября бойцы сирийской армии добились значительного прогресса при наступлении на квартал Масакин-Ханано, который является самым крупным и важным оплотом незаконных формирований на востоке Алеппо, а 26 ноября сирийские военные при поддержке союзных отрядов ополчения полностью взяли под свой контроль квартал Масакин-Ханано.

## Реакция ООН. Усугубление гуманитарного кризиса в Алеппо
Между тем заместитель официального представителя Генсека ООН Фархан Хак отметил в ходе брифинга, что на складах ООН в контролируемой боевиками восточной части Алеппо закончились запасы продовольствия: «Запасы продовольствия ООН иссякли, в то время как медикаментов и других товаров в городе остается очень мало. ООН не может доставить помощь в восточную часть города с июля». В связи с этим в городе усугубляется гуманитарный кризис, и большая часть гражданского населения не имеет возможности покинуть охваченные боями районы Алеппо в связи с тем, что боевики не выпускают мирных жителей и препятствуют поставкам гуманитарных грузов.

## Освобождение Алеппо
29 ноября к полудню большая часть территории восточного Алеппо, в которой проживает более 90 000 человек, была освобождена от террористических исламистских группировок. В тот же день была освобождена дорога Кастелло, что позволило осуществлять доставки гуманитарной помощи жителям восточного Алеппо, которые на протяжении долгого времени пребывают в условиях тяжелейшего гуманитарного кризиса, вызванного катастрофической нехваткой продовольствия, питьевой воды и медикаментов. Об освобождении дороги Кастелло заявил в том числе и постоянный представитель России при ООН Виталий Чуркин. Согласно оценкам ООН, из восточного Алеппо в общей сложности 16 000 человек смогли спастись и эвакуироваться в безопасные районы, находящиеся под контролем Сирийской арабской армии.
30 ноября сирийская армия установила полный контроль над стратегически значимым районом Шейх-Саид. Передовые подразделения правительственных войск продолжили наступление на позиции боевиков-джихадистов. Продолжается эвакуация мирного населения из районов Алеппо, контролируемых альянсом террористических группировок и страдающих от гуманитарной катастрофы. За первые сутки декабря из блокированных районов Алеппо вышли 6020 жителей, в их числе 3113 детей. По данным Центра по примирения враждующих сторон в Сирии, многие боевики принимают решение прекратить боевые действия на фоне успехов, которых правительственная армия достигает при освободительном наступлении в Алеппо.
2 декабря появились данные о том, что часть подразделений САА вынуждена была отступить из района Шейх Саид, но в то же время правительственная армия провела ракетную атаку в районах Аль-Шаар и Аль-Хульвания.
2 декабря 2016 года из России направлен отряд Международного противоминного центра Вооруженных Сил России для разминирования освобождённых от террористов районов Алеппо.
5 декабря в Алеппо был обстрелян мобильный госпиталь Минобороны РФ. Погибло две медсестры, главный педиатр Минобороны получил тяжелые ранения. 7 декабря в Алеппо погиб российский военный советник, полковник Руслан Галицкий.
К 11 декабря 96 % территории Алеппо было взято под полный контроль сирийской правительственной армией. Боевиков зажали на площадке в 8,5 квадратных километров.
12 декабря 2016 года сирийские военные начали зачистку последних очагов сопротивления боевиков в Алеппо. Под контролем правительства Сирии находится 98 % территории Алеппо. Боевики оппозиционных сил удерживают только 2,5 кв.км.
13 декабря Сирийская правительственная армия начала зачищать последний оплот террористов в квартале Салахеддин (юго-западная часть Алеппо).
Утром 14 декабря обе стороны объявили о полном прекращении огня на всей территории города, а уже 15 декабря началась операция по эвакуации людей из районов Восточного Алеппо, ранее занятых сирийской вооружённой оппозицией. На место прибыли десятки автобусов и машин скорой помощи, которые позже направились в сторону Идлиба под присмотром беспилотных летательных аппаратов Российского центра примирения враждующих сторон. По данным Международного комитета Красного Креста, среди эвакуированных — до 1 тыс. раненых мирных жителей. Ранее в российском Генштабе прогнозировали, что из города выйдут 5 тыс. боевиков и члены их семей.
16 декабря сирийская армия завершила операцию по освобождению восточной части города Алеппо, которая ранее была подконтрольна боевикам оппозиции. Однако в отдельных кварталах города всё ещё имелись группы непримиримых боевиков, продолжавших нападать на правительственные войска, устраивая взрывы и обстрелы.
22 декабря город был полностью освобождён, 23 декабря 2016 года министр обороны России Сергей Шойгу доложил Президенту России Владимиру Путину об окончании операции по освобождению Алеппо. В тот же день Владимир Путин поздравил с освобождением города Президента Сирии Башара Асада.
После освобождения города, к разминированию территории приступили специалисты Международного противоминного центра Вооруженных Сил Российской Федерации.  Для поддержания порядка и оказании помощи властям города в обеспечении правопорядка, в Алеппо введены подразделения Военной полиции России.